# Station Stonebridge Park
Stonebridge Park is een station van London Overground en de metro van Londen aan de Bakerloo line. Het spoorwegstation dat in 1912 is geopend ligt in de gemeente Wembley. In 1917 begon de dienstregeling op de Bakerloo line.

## Geschiedenis
Op 20 juli 1837 werd het eerste deel van de London and Birmingham Railway (L&BR), onderdeel van de West Coast Main Line (WCML), geopend met tussen Euston en Watford alleen een station bij Harrow, de hele lijn tussen Londen en Birmingham was gereed op 9 april 1838. In het begin van de twintigste eeuw kwam de London and North Western Railway (LNWR) met een plan voor een elektrische voorstadslijn (“New Line”) tussen Euston en Watford. Deze voorstadslijn werd gebouwd tussen 1910 en 1912 en kreeg, als verwijzing naar de gebruikte gelijkstroom -DC in het Engels- de naam Watford DC Line. Het station, vlak ten zuiden van de elektriciteitscentrale voor de lijn, werd op 15 juni 1912 samen met de lijn geopend. Het station werd gesloten op 9 januari 1917 en op 1 augustus 1917 heropend voor zowel de metro als de Watford DC Line. In 1921 werden de Britse spoorwegen gereorganiseerd en vanaf 1923 bleven er vier bedrijven over. De Watford DC Line werd op die manier onderdeel van de London, Midland and Scottish Railway.
In de Tweede Wereldoorlog werd het station gebombardeerd waarbij de bouwwerken op de spoordijk werden vernield, het stationsgebouw op straatniveau bleef wel goeddeels intact. In 1948 werd het station herbouwd naar een ontwerp van John Weeks met beton en staal, zij het in een andere stijl dan het in 1938 ingevoegde station South Kenton. De gebouwen uit 1948 zijn later getroffen door brand, eerst werden de perrongebouwen langs het spoor richting centrum herbouwd en een tweede brand leidde tot de gedeeltelijk afbraak van de gebouwen op het andere perron. Latere opknapbeurten lieten de basisvorm van de gebouwen uit 1948 in stand. Van 24 september 1982 tot 4 juni 1984 was Stonebridge Park het noordelijke eindpunt van de Bakerloo line.
De opsplitsing en privatisering van British Rail betekende eind jaren 90 van de 20e eeuw dat de Watford DC Line in handen kwam van Silverlink. In 2007 werd Silverlink gesplitst en kwam de Watford DC Line weer in handen van de overheid. Transport for London nam de lijn op in het Overgroundnet en legde de dienstuitvoering in handen van Arriva.

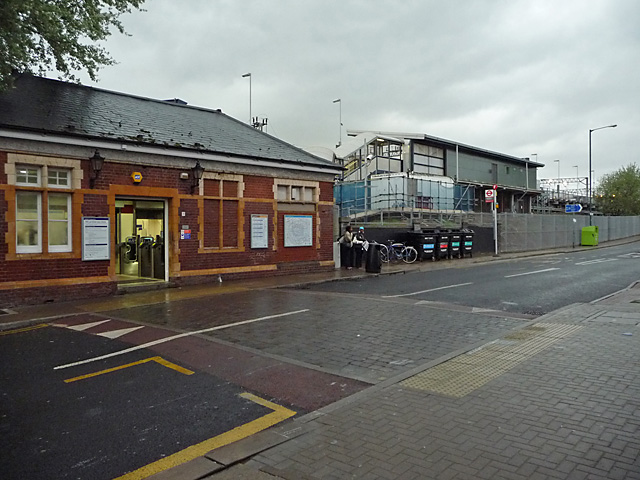
Het stationsgebouw aan de Argenta Way.
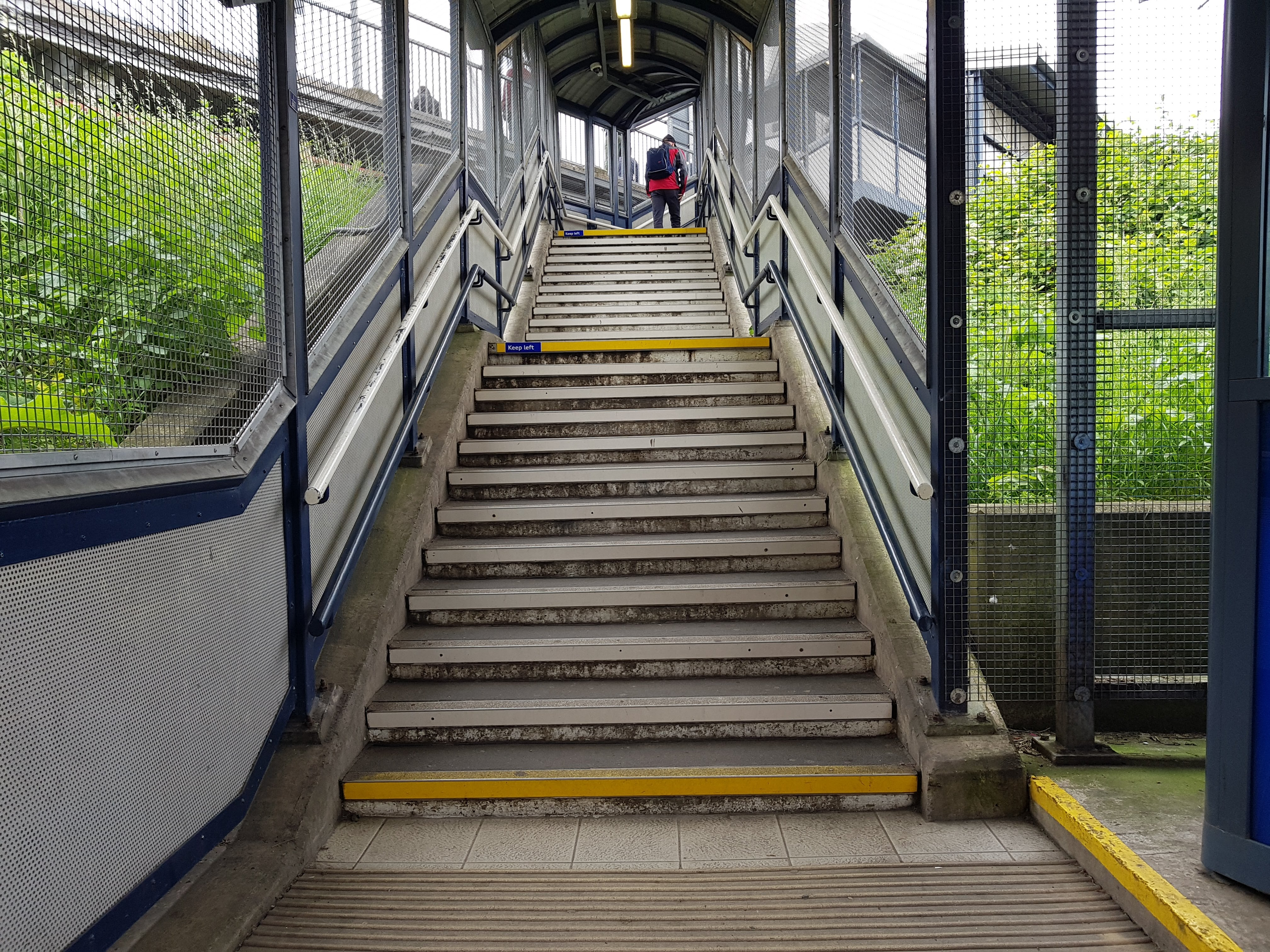
Een van de trappen tussen hal en perron.
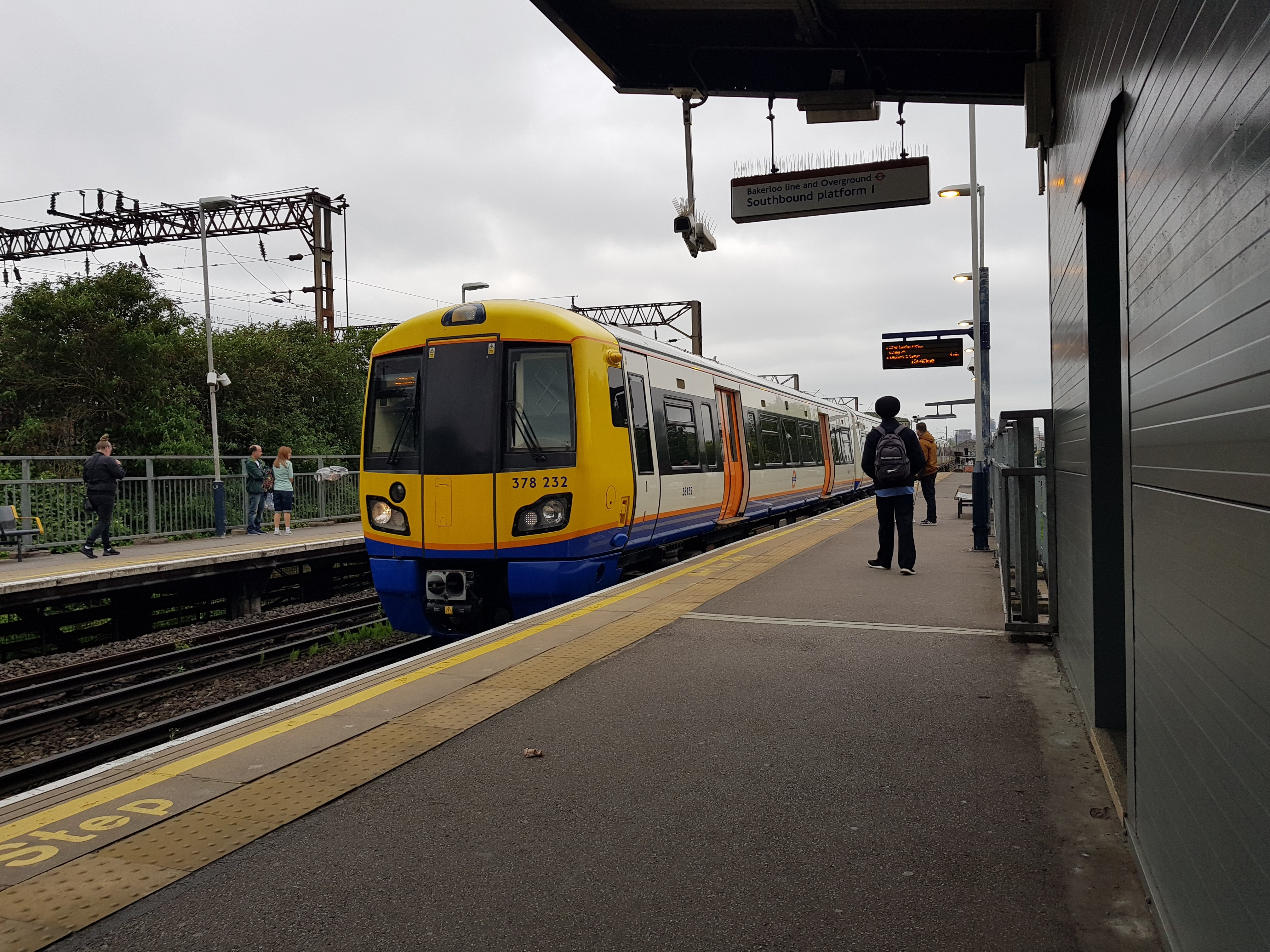
De overground naar Euston.

## Ligging en inrichting
Het station ligt aan Argenta Way, en is genoemd naar de nabijgelegen kruising van de North Circular Road (A406) en de Harrow Road (A404). Het stationsgebouw staat bij de hoek van Argenta Way en de onderdoorgang onder metro en spoorlijn, aan de noordkant van de spoordijk. Aan de zuidkant van de onderdoorgang ligt het Ace Cafe dat in 1938 langs de Circular Road werd gebouwd. De perrons op de spoordijk zijn bereikbaar met overdekte vaste trappen. Reizigers naar de binnenstad kunnen vanuit de stationshal direct de trap nemen, voor de andere richting gaan de reizigers door een tunneltje naar de trap bij het andere perron.
Op de plaats waar begin 20e de elektriciteitscentrale stond is later een opstelterrein met rijtuigloods gebouwd ten behoeve van het rollend materieel van de LNWR. De rijtuigloods is niet meer verbonden met de Watford DC Line, maar nog wel met de WCML. Depot Stonebridge Park van de Bakerloo line, ongeveer 500 meter ten noordwesten van de perrons, is voor de metro bereikbaar via sporen ten noorden van de rijtuigloods.
De Watford DC Line ligt hier krap 200 meter ten noorden van de WCML, aan de oostkant ligt een postsorteercentrum tussen de Watford DC Line en de WCML, aan de westkant ligt depot Wembley van de WCML. Ten westen van depot Wembley gaat de Watford DC Line via een onderdoorgang naar de andere kant van de WCML die ze tot Watford aan de westzijde volgt.
Harrow & Wealdstone ·
Kenton ·
South Kenton ·
North Wembley ·
Wembley Central ·
Stonebridge park ·
Harlesden ·
Willesden Junction ·
Kensal Green ·
Queen's Park ·
Kilburn Park ·
Maida Vale ·
Warwick Avenue ·
Paddington ·
Edgware Road ·
Marylebone ·
Baker Street ·
Regent's Park ·
Oxford Circus ·
Piccadilly Circus ·
Charing Cross ·
Embankment ·
Waterloo ·
Lambeth North ·
Elephant & Castle
Station London Euston · South Hampstead · Kilburn High Road · Queen's Park · Kensal Green · Willesden Junction · Harlesden · Stonebridge Park · Wembley Central · North Wembley · South Kenton · Kenton · Harrow & Wealdstone · Headstone Lane · Hatch End · Carpenders Park · Bushey · Watford High Street · Watford Junction